# Antonio Bresciani (pittore 1902)
Antonio Bresciani (Napoli, 1902 – 1998) è stato un pittore italiano.

## Biografia
Figlio di un decoratore, è stato uno dei pittori napoletani più importanti del Novecento.
Allievo di Vincenzo Volpe all'Accademia delle Belle Arti di Napoli, nel 1924 vince il premio destinato agli allievi della Leonardo da Vinci Art School di New York e nel 1925 si diploma in pittura.
Nel 1928 entra a far parte del gruppo di artisti del Quartiere Latino di Napoli, condividendone l'esperienza artistica e bohemiènne.
Nel 1930 espone alla Biennale di Venezia le opere Napoletana e Mezze figure, partecipa successivamente alla III, IV e V Quadriennale di Roma.
Nel 1953 insieme a Vincenzo Ciardo, Alberto Chiancone, Francesco Galante e Cesare Maria Cristini riceve l'incarico di decorare il soffitto del teatrino di corte del Palazzo Reale di Napoli, danneggiato dai bombardamenti del 1943.
Ha insegnato presso l'Accademia di Belle Arti di Napoli.
I suoi soggetti preferiti sono le nature morte ma soprattutto le fanciulle ritratte in vario atteggiamenti della vita quotidiana.